# Çanakkale Şehitleri Anıtı

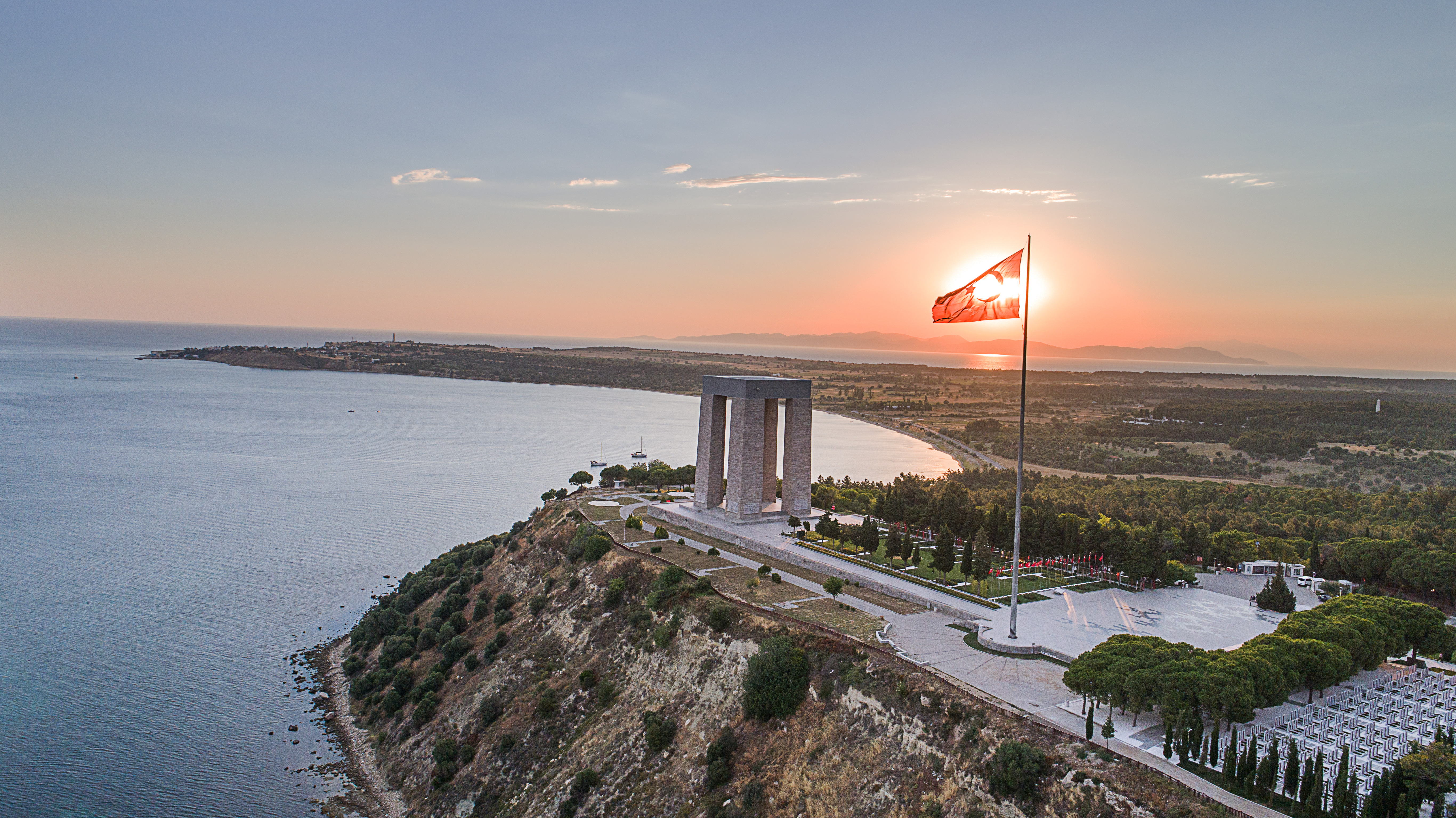
Das Denkmal der Märtyrer von Çanakkale

Das Çanakkale Şehitleri Anıtı (dt. Denkmal der Märtyrer von Çanakkale) ist ein Kriegerdenkmal im reduziert klassizistischen Stil, das an die 253.000 osmanischen Soldaten erinnert, die in der Schlacht von Gallipoli gegen britische, französische, australische und neuseeländische Truppen kämpften. Die Schlacht des Ersten Weltkriegs währte vom April 1915 bis zum Dezember 1915. Das Denkmal steht am südlichen Ende der Halbinsel Gelibolu auf dem Berg Hisarlık in der Morto-Bucht in der türkischen Provinz Çanakkale.
Ein Bild des Denkmals zierte von 1993 bis 2005 die Rückseite der 500.000-Lira-Banknote.

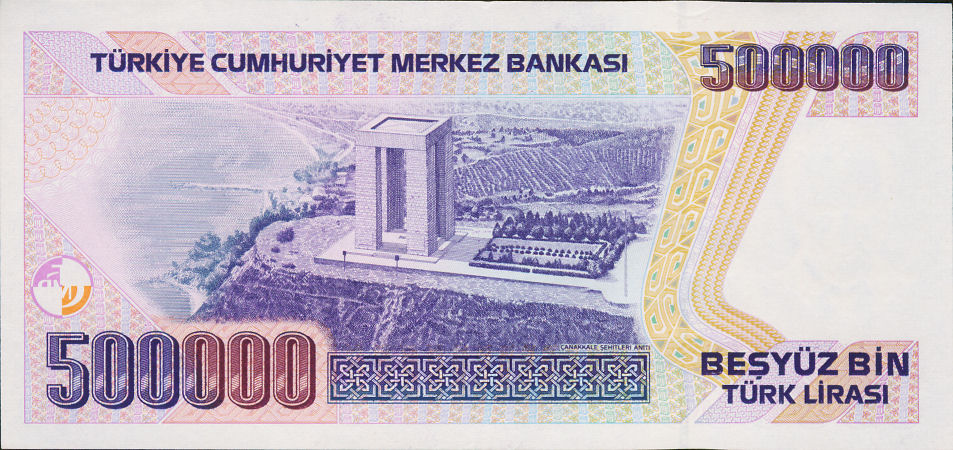
Rückseite der türkischen 500.000-Lira-Banknote (1993–2005)

## Planung und Bau
Bereits 1927 gab es erste Ideen, ein Denkmal für die gefallenen Soldaten der Schlacht von Gallipoli zu erbauen. Auch in den Jahren 1931 bis 1933 gab es Versuche, die Finanzierung für den Bau zu sichern, doch alle scheiterten.:83 f. Zu diesem Zeitpunkt hatten die gegnerischen Alliierten bereits Denkmäler für ihre Gefallenen errichtet. 1933 versuchte der türkische Studentenverband (Milli Türk Talebe Birliği) ebenfalls erfolglos, den Bau voranzutreiben. 1944 schrieb das türkische Verteidigungsministerium endlich einen architektonischen Wettbewerb für ein Denkmal auf der Halbinsel Gallipoli aus. 37 Wettbewerbsbeiträge wurden eingereicht. Es gewannen die Architekten Doğan Erginbaş, İsmail Utkular und der Bauingenieur Ertuğrul Barla.:83 f. Der Bau des Monuments wurde allerdings erst 1952 beschlossen, weil die Geldmittel fehlten und erst durch ein Komitee unter Vorsitz von Emin Nihat Sözeri Geldspenden gesammelt werden mussten.
Zunächst sollte das Denkmal bei Alçıtepe errichtet werden, aufgrund der schwierigen Bodenverhältnisse musste man aber auf den heutigen Standort ausweichen. Für den Bau waren 1,6 Mio. Türkische Lira veranschlagt worden.:84 Die Grundsteinlegung erfolgte am 19. April 1954. Doch der Bau stockte bald. Bei Untersuchungen wurde festgestellt, dass das Bauunternehmen bei dem Fundament gespart hatte und die verwendeten Materialien von schlechter Qualität waren. Ermittlungen der Staatsanwaltschaft ergaben, dass 42 Tonnen Eisen und 122 Kubikmeter Holz fehlten und auf dem Schwarzmarkt verkauft worden waren. Einer der Bauunternehmer wurde später zu 18 Monaten und 6 Tagen Haft verurteilt, ein weiterer zu 16 Monaten Haft. Der Bau musste gestoppt und neu ausgeschrieben werden. Im Juli 1958 erhielten Osman Gencal und Muammer Yeşildağ den Zuschlag zum Weiterbau für 1,7 Mio. Lira.:85
In der Zwischenzeit hatte das Projekt aufgrund der Mehrkosten allerdings erneut finanzielle Probleme bekommen. Die Tageszeitung Milliyet startete daraufhin im Januar 1958 eine landesweite Unterstützungskampagne und wollte 100.000 Lira sammeln. Bis 18. März hatte man dann mehr als 1,6 Mio. Lira gesammelt.:85–88 Am 15. März 1958 konnte weiter gebaut werden. Das Denkmal wurde am 21. August 1960 eingeweiht.:90
Das für die Decke vorgesehene Mosaik von Bedri Rahmi Eyüboğlu wurde nie verwirklicht. Stattdessen wurde eine türkische Fahne aufgemalt.:89 Auch die Flachreliefe auf den Außenseiten der Säulen wurden erst später angefertigt.

## Architektur

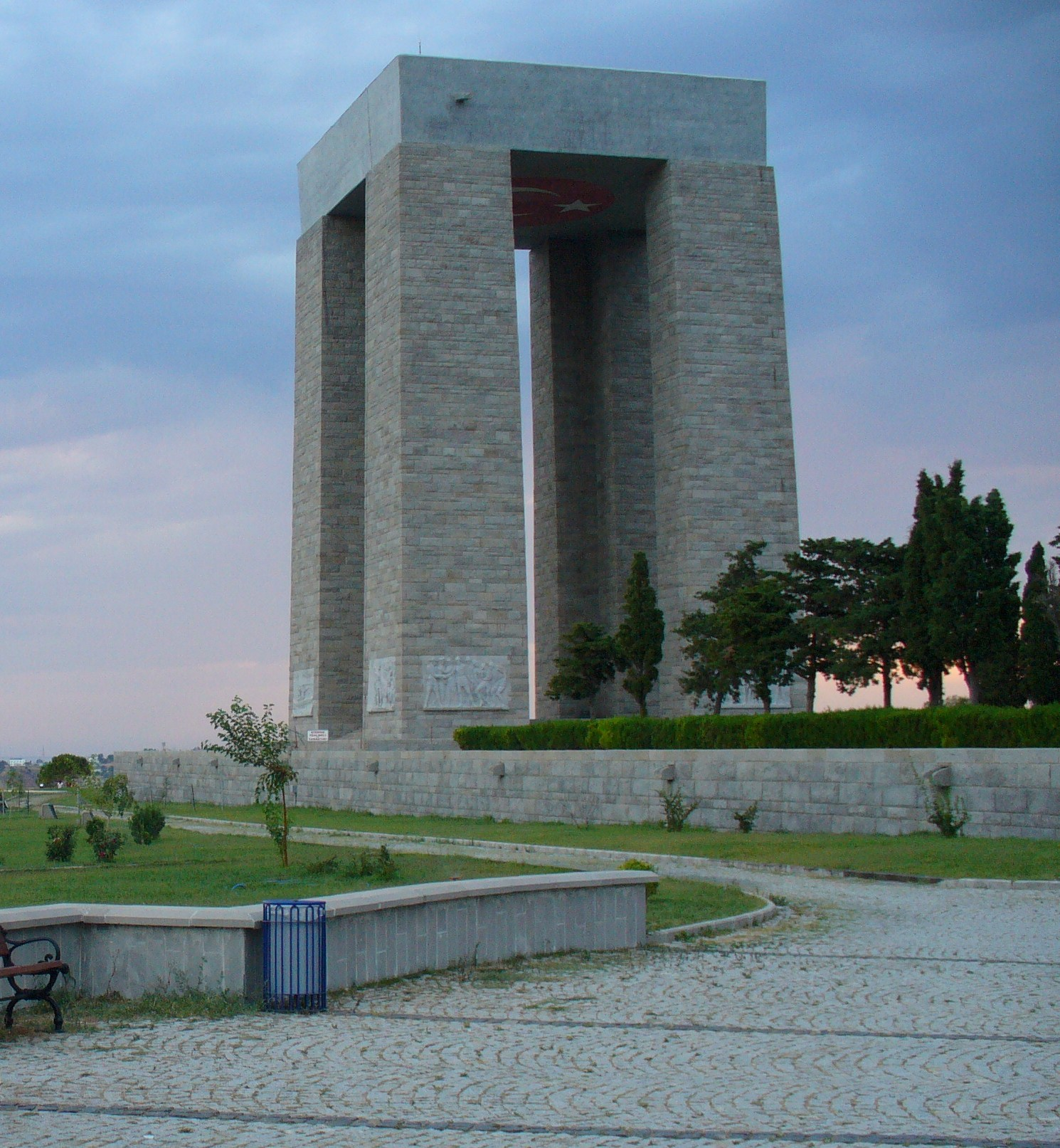
Das Denkmal der Märtyrer von Çanakkale

Das 41,7 Meter hohe Monument besteht aus vier quadratischen 7,5 Meter breiten Betonsäulen über einem quadratischen Grundriss. Sie tragen eine 25 mal 25 Meter große Betonplatte. Die riesige Struktur ist während der Durchfahrt durch die Dardanellen weithin sichtbar. An den Außenseiten der mit Granitsteinplatten verkleideten Säulen sind Reliefe mit Kampfszenen angebracht.
An der Seite befindet sich das Gedicht „Çanakkale Şehitlerine“ des Schöpfers der türkischen Nationalhymne Mehmet Akif Ersoy, die den Besucher mahnen.

## Kriegsmuseum
Unter dem Monument befindet sich ein Museum, das erst später eröffnet wurde. Das Museum ist der Geschichte der Schlacht gewidmet und illustriert die Geschehnisse mit Informationen und historischen Exponaten. Persönliche und militärische Gegenstände wie Essbestecke, Gebisse, Knöpfe und Gürtelschnallen und auf dem Schlachtfeld gefundene Fotografien werden gezeigt. Außerdem sollen Multimedia-Shows und Dioramen das Geschehen näher bringen.

## Denkmal für das 57. Infanterieregiment

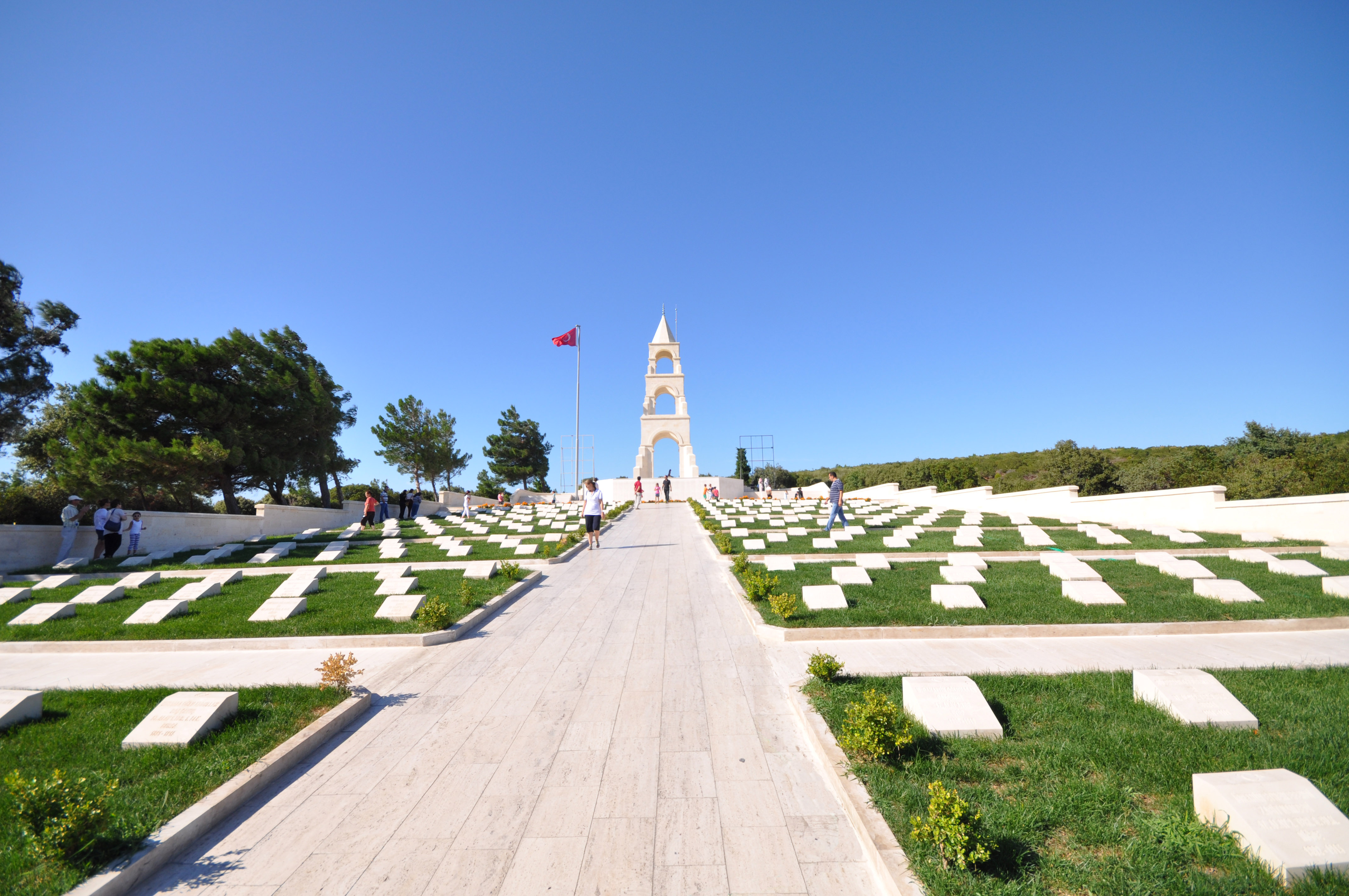
Denkmal für das 57. Infanterieregiment

Auf der Nordseite des Denkmals befindet sich ein Ehrenfriedhof mit den sterblichen Überresten von 600 türkischen Soldaten, der 1992 angelegt wurde. Dort befindet sich ein Denkmal für die Soldaten und Offiziere des 57. Infanterieregiments der 19. Division, die alle getötet wurden. Es ist ein dreistöckiger Turm mit einer Reliefinschrift. Die Inschrift gibt Mustafa Kemal Paschas berühmtes Kommando an seine Soldaten wieder, die keine Munition mehr hatten und am Morgen des 25. April 1915 nur noch mit ihren Bajonetten gegen die anstürmenden australischen und neuseeländischen Truppen auf die Anhöhe des Chunuk Bair (türkisch Conk Bayırı) ankämpfen konnten:

„Ich befehle euch nicht, anzugreifen, ich befehle euch zu sterben.“

Die osmanischen Truppen konnten den Angriff abwehren. Bis heute gibt es als Zeichen des Respekts kein 57. Regiment in der türkischen Armee.